# كلايتون وليامز
كلايتون وليامز (بالإنجليزية: Clayton Williams)‏ هو مربي ماشية أمريكي، ولد في 8 أكتوبر 1931 في البيني في الولايات المتحدة.

## وصلات خارجية
- كلايتون وليامز على موقع إن إن دي بي (الإنجليزية)